# Daniel Thomas Barry
Daniel Thomas Barry (* 30. prosince 1953 Norwalk, Connecticut, USA) je vyučující profesor a americký kosmonaut. Ve vesmíru byl třikrát.

## Život

### Studium a zaměstnání
Absolvoval střední školu Bolton High School. Bakalářské studium na Cornell University zdárně zakončil v roce 1975 a pak pokračoval ve studiu na Princeton University. Zda získal v roce 1980 doktorát filozofie. Další dva roky strávil výukou na University of Miami, kde získal doktorát z oboru lékařství. Po ukončení škol učil na University of Michigan
V letech 1992 až 1993 absolvoval výcvik u NASA, od roku 1993 byl zařazen do jednotky kosmonautů. Zůstal v ní až do roku 2005, pak byl vedoucím pracovníkem v společnosti Denbar Robotict.

### Lety do vesmíru
Na oběžnou dráhu se v raketoplánech dostal třikrát ve funkci letového specialisty a strávil ve vesmíru 30 dní, 14 hodin a 27 minut. Absolvoval také 4 výstupy do volného vesmíru (EVA), při nichž strávil ve skafandru 26 hodin a 26 minut. Byl 330. člověkem ve vesmíru.
- STS-72 Endeavour (11. leden 1996 – 20. leden 1996)
- STS-96 Discovery (27. květen 1999 – 6. červen 1999)
- STS-105 Discovery (10. srpen 2001 – 22. srpen 2001)

### Kdo přežije
V roce 2005 se zúčastnil 12. série reality show Kdo přežije. Tato řada se vysílala od 2. února 2006 na CBS jako Kdo přežije: Panama.
Dan byl v rozdělení podle věku a pohlaví zařazen do kmene starších mužů. Vyřazen byl 15. den jako šestý a poslední člověk před sloučením kmenů. Ze 16 soutěžících se tedy umístil na 11. místě.